# Falcileptoneta usihanana
Espèce
Synonymes
- Leptoneta usihanana Komatsu, 1961

Falcileptoneta usihanana est une espèce d'araignées aranéomorphes de la famille des Leptonetidae.

## Distribution
Cette espèce est endémique du Japon.

## Publication originale
- Komatsu, 1961 : Cave spiders of Japan, their taxonomy, chorology and ecology. Arachnological Society of East Asia, Osaka, p. 1-91.